# 砥部騒動
砥部騒動（とべそうどう）は、1635年（寛永12年）に伊予大洲藩主加藤泰興が願い出ていた大洲藩と伊予松山藩の替地が許されたことにより、領民たちに耐え難い諸問題を残した事件の1つである。

## 入会山紛争
「入会山（いりあいやま）」の約定は、山札および証文にある年号から察すると、1635年（寛永12年）が見て取れ、寛文山論まで発展し、両藩の公式解決は1671年（寛文11年）松山藩郡奉行書信及び大洲藩郡奉行書信取り交わしによって完了した。

### 入会山について
農民の生活に必要な燃料、屋根用の茅、飼い草、肥料などは柴山で調達した。そのため、原野山林は田畑と同じく、必要不可欠であった。柴山を持たない村々は古来から慣行的に共同で採取出来る山を持ち、「入会山」と言った。入会山の慣行として地元以外は柴刈りは歩行柴札、割木伐採は割木札を定め銭を支払うものであった(この許可証を「山札」といった)。牛馬の飼い草、田地肥料などの刈敷には山札は必要なかった。

### 事件の発端
入会山は砥部山、大平山、三秋山と決められていた。しかし、数年後、これなどの約定を忘れ、利己的に解釈した事で紛争が起きた。また、不良役人達が庄屋・田中権内と共謀して山札を取り込み、私腹を肥やしたともされている。明暦の始め1656年（明暦2年）頃から大洲方は刈り敷き・飼い草の刈り取りも山札なしの入山も差し止めを始め、柴札も値上げした。
1670年（寛文10年）11月23日、大洲藩替地代官所は松山領郷村に対し『藩主加藤泰興の命により山野を新松林に仕立てる。牛馬を入れず、下草刈も許さず。』と通達した。
大洲藩は藩主の命で新たに番所を設け山札を厳重に取り締まったが、松山の村民の訴えにより、入山を先規通り許容し、新松林造成は藩主の命である事から保留とした。無札入山も認め、松山方の要求は達せられた。
その後の1671年（寛文11年）3月8日、大洲郡奉行所の命で替地代官は鑑札の値上げを布達した。これが寛文山論争の始まりである。
論争が激化し入山が再び差し止めになったが、大洲、松山両代官所の交渉が始まり、大洲藩代官は、替地町年寄向井利兵衛に松山領北河原村大庄屋隠居・栗田八郎右衛門を招致させ、先規の通り松山領村の入会山刈り取りを了解・約束し、牛馬も入れた。しかし、新松林造成は出羽ノ守が直命で江戸へ伺うとして保留した。この紛争も、1671年（寛文11年）6月14日、松山藩郡奉行書信及び大洲藩郡奉行書信を取り交わし公式に落着した。

## 砥部騒動砥部大庄屋排斥強訴
砥部庄の田中（本姓中村）家は、初代喜三衛門が松山藩主加藤嘉明の時代に大庄屋を命ぜられ、その職を世襲した。大州藩主加藤泰興の替地願いが許され、松山領地の一部が大州藩領地に替わった時、田中家（喜三右衛門義貴）はそのまま大庄屋職が認められた。
1741年（寛保元年）、田中家は家計不如意に陥り、立て直しのために藩の支配を乞い、村々百姓へも支配米を賦課した上、大庄屋への役入用等も多額に徴収した。農民達はその負担に堪えかね騒動となった。大州藩には大庄屋名目は無かったことから、砥部谷内十七ヶ村の農民達は、寛保元年大洲藩に対し「大庄屋なしに成し下され度」とこぞって訴願し騒動に及んだ。大州藩は徒党強訴とみなし、「右願い不届」と頭目を追求。
代官瀬尾彦右衛門・志鳥助七は、上野村庄屋・玉井儀兵衛、下唐川村庄屋・菊沢九左衛門に取り調べを命じた。玉井・菊沢は事件審理に当たり、首謀者は北川毛村庄屋・善兵衛および川登村百姓・佐次衛門で、速累は五本松村庄屋・向井忠助であることが明らかになった。藩は頭取処刑に決定し、1742年（寛保2年）7月27日、善兵衛・佐次衛門は斬罪に処せられ、忠助は庄屋取り上げの上領内追放、主だった百姓も追放された。
この事件に付いては、藩は十分訴願する事もなく一方的に徒党強訴と判じ、大庄屋田中を擁護する立場をとったようである。大庄屋田中は1750年（寛延3年）10月10日、藩から大庄屋の廃止が申し渡され、宮内村庄屋株は高橋仙右衛門に売られた。その後1754年（宝暦4年）に田中喜三右衛門義貴は大洲藩の御普請方下奉行に命じられた。
こうして大庄屋排斥に立ち上がった十七ヶ村訴願1件も、結果的には大庄屋廃止を勝ち取った。
その後庄屋が破綻に臨んで「支配」を受ける者が多くなった。大洲藩は村民の負担を考慮し、1807年（文化4年）、元立救米三百石を替地に与え、浮米から百石を加算し村役人によって管理させた。「三百石の元米永代元を取り欠かざるよう取計らわるべく候」と言う事で貸米として利殖が計られた。郷とは一群一村を言い約とは申し合わせ相守るを言う。
この四百石の米は郷約米と名付けられた。
庄屋支配援助として出発した郷約が、次第に農民相互扶助の度合いを強めて行き、やがて郡中全体の銀行的職能を果すように転移した。

## 矛盾
たとえ実際に不正横領があったとしても、それを現代風に解釈してはならない。というのも当時は、蓄えられた富は、飢饉のときなどに放出されて、人々に還元されるのが普通だったからである。当時の生産状況は不安定であり、砥部郷においても、しばしば致命的な飢饉が起こったことは事実である。それによって農民達がより従属度を高める事はあったにしても、それは一種の保険だったのであるから、それがよほど過酷で、生活を脅かすようなものにならない限りは、それで一揆を起こすなどと言うことはありえなかったはずなのである。また、同時代の文書では、「砥部騒動は松山藩と大洲藩の農民達の間の争いとされており、役人達の不正については記述されていないこと。」「文書に、役人達の鑑札に付随する納入銀の横領が一揆の原因として出てくるのは明治に入ってからの事であること。」となっている。
ただ、一揆の後、1758年（宝暦8年）には庄屋善兵衛と組頭左治衛門を祭る社が建てられ、藩主が進んで和合神社の社号を与えている。
それでは何故役人達の不正が一揆の原因とされるようになったのであろうか。以下のように考えられている。すなわち、和合神社の創建は、当時一般的になりつつあった儒教的理念による仁政、撫民こそが政治の中核であるとの宣言であり、彼らの行為は身をもって松山衆の立ち入りを禁止して入会山を救ったものであるとされたのである。しかし彼らを顕彰することは、松山藩の農民の立ち入りを許していた藩そのものへの批判とも成りかねない。そこで、藩との間に立つ悪役が必要とされたのである。そして、その後も抑圧された人々や、明治になって自由民権運動を戦った人たちにより、役人達はより悪く、義民達はより立派にされてゆき、その結果、役人の横領とそれへの農民の抗議と言う一揆の理由が流布して行ったと言うのである。